# Plectocomiopsis geminiflora
Plectocomiopsis geminiflora là loài thực vật có hoa thuộc họ Arecaceae. Loài này được (Griff.) Becc. miêu tả khoa học đầu tiên năm 1893.